# Črnomelj
Črnomelj (in italiano tra 1941 e 1943 Cernomeli, in passato in tedesco Tschernembl) è una città della Slovenia di 14 936 abitanti della Slovenia meridionale. È il centro amministrativo e industriale più importante della Carniola Bianca, situato su un basso promontorio nella zona dove si incontrano i fiumi Lahinja e Dobličica.

## Storia
Citata, per la prima volta, nel 1165 in un documento di concessione del feudo della zona a Otto Krasky. L'antico centro storico, rinserrato tra i due fiumi, conserva l'impianto originario, con brevi tratti di mura ancora evidenti. Le mura vennero erette nel 1407 a causa della minaccia turca. Nel 1529 divenne sede di comando militare sembra in funzione anti-turca, diventando così un centro di grande importanza. La cittadina svolse la sua funzione di difesa egregiamente tanto che non venne mai espugnata. Con la costruzione della città-fortezza di Karlovac (ora in Croazia) perse la sua importanza strategica.
In epoca asburgica la cittadina era capoluogo sia di un distretto giudiziario che di un distretto politico. Il distretto giudiziario comprendeva, oltre al capoluogo, anche i comuni di Adlešici  (ted. Adleschitz), Stari Trg (ted. Altenmarkt), Dobliče (ted. Döblitsch), Grible (o Griblje, ted. Grüble), Telčji Vrh (ted. Kälbersberg), Loka, Obrh (ted. Oberch; poi Dragatuš), Petrova Vas (ted. Petersdorf), Radence (ted. Radenze), Vrh (o Sinji Vrh, ted. Schweinberg), Planina (ted. Stockendorf), Tanča Gora (ted. Tanzberg), Dol (ted. Thal), Tribuče (ted. Tributsche), Čeplje (ted. Tscheplach), Dolenja Podgora (ted. Unterberg), Vinji Vrh (ted. Weinberg), Vinica (ted. Weinitz), Kot (ted. Winkel), Butoraj (ted. Wutarei).
Il distretto politico includeva, oltre al distretto giudiziario di Črnomelj (ted. Tschernembl), anche il distretto giudiziario di Metlika (ted. Möttling).
Dal 1941 al 1943, a seguito dell'invasione della Jugoslavia da parte delle truppe dell'Asse, la città venne occupata dall'esercito italiano e annessa all'Italia nella neocostituita Provincia di Lubiana. La struttura amministrativa rimase la medesima del periodo precedente. La città, a volte italianizzata in Cernomeli, rimase perciò capoluogo di un distretto di 664 km².

## Monumenti e luoghi d'interesse

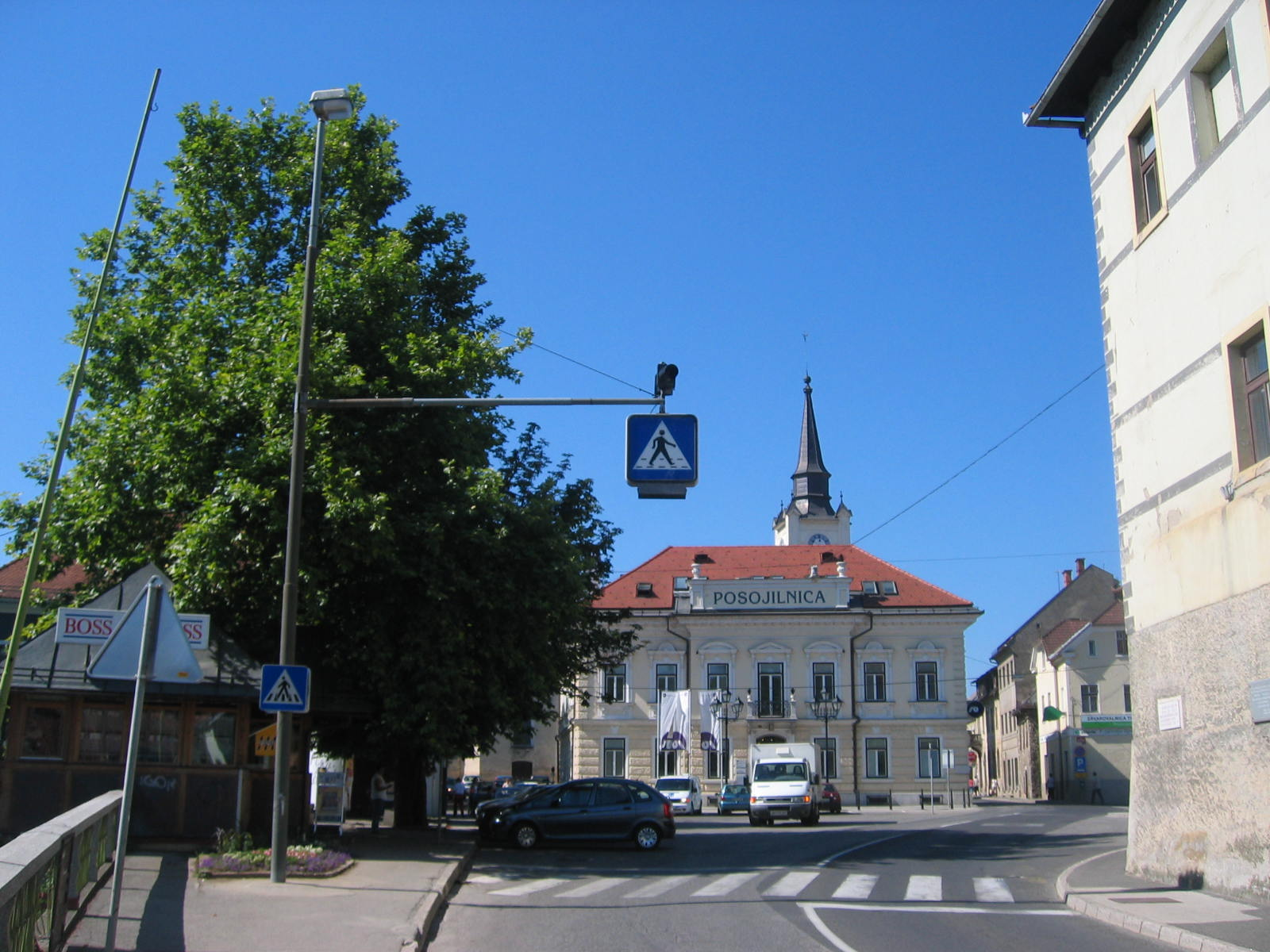
Un'immagine della cittadina

- Chiesa di Santo Spirito (Sv. Duh). Edificio dedicato allo Spirito Santo ed eretto nel 1487 su posizione elevata.
- Chiesa di San Pietro (Sv. Peter). La parrocchiale dedicata a san Pietro è anteriore al 1228, venne poi ricostruita secondo lo stile barocco.
- Castello di Stanič (Staničev grad). Il castello sorse nel 1165 come luogo di residenza del feudatario.

## Località
I villaggi e le frazioni che costituiscono il comune sono i seguenti: Adlešiči, Balkovci, Bedenj, Belčji Vrh, Bistrica, Blatnik pri Črnomlju, Bojanci, Brdarci, Breg pri Sinjem Vrhu, Breznik, Butoraj, Cerkvišče, Dalnje Njive, Damelj, Dečina, Desinec, Deskova vas, Dobliče, Doblička Gora, Dolenja Podgora, Dolenja vas pri Črnomlju, Dolenjci, Dolenji Radenci, Dolenji Suhor pri Vinici, Dolnhe ja Paka, Draga pri Sinjem Vrhu, Dragatuš, Dragovanja vas, Dragoši, Drenovec, Drežnik, Črešnjevec pri Dragatušu, Črnomelj, Čudno selo, Fučkovci, Golek pri Vinici, Golek, Gorenja Podgora, Gorenjci pri Adlešičih, Gorenji Radenci, Gorica, Gornja Paka, Gornji Suhor pri Vinici, Griblje, Grič pri Dobličah, Hrast pri Vinici, Jankoviči, Jelševnik, Jerneja vas, Kanižarica, Knežina, Kot ob Kolpi, Kovača vas, Kovačji Grad, Kvasica, Lokve, Mala Lahinja, Mala sela, Mali Nerajec, Marindol, Mavrlen, Mihelja vas, Miklarji, Miliči, Močile, Naklo, Nova Lipa, Obrh pri Dragatušu, Ogulin, Otovec, Paunoviči, Perudina, Petrova vas, Pobrežje, Podklanec, Podlog, Prelesje, Preloka, Pribinci, Purga, Pusti Gradec, Rodine, Rožanec, Rožič Vrh, Ručetna vas, Sečje selo, Sela pri Dragatušu, Sela pri Otovcu, Sinji Vrh, Sodevci, Srednji Radenci, Stara Lipa, Stari trg ob Kolpi, Stražnji Vrh, Svibnik, Šipek, Špeharji, Talčji Vrh, Tanča Gora, Tribuče, Tušev Dol, Učakovci, Velika Lahinja, Velika sela, Veliki Nerajec, Vinica, Vojna vas, Vranoviči, Vrhovci, Vukovci, Zagozdac, Zajčji Vrh, Zapudje, Zastava, Zilje, Zorenci e Žuniči.